# Átjárók
Az Átjárók Julio Cortázar argentin író novelláskötete.

## Tartalom
- Az elfoglalt ház (La casa tomada)
- Egy másik égbolt (El otro cielo)
- Möbius-szalag (El anillo de Moebius)
- A bárka vagy Újabb látogatás Velencében (La barca o Nueva visita a Venecia)
- Egy sárga virág (Una flor amarilla)
- A távoli társ (Lejana)
- A zenekar (La banda)
- A találkozás (Reunión)
- Titkos fegyverek (Las armas secretas)
- A sziget délben (La isla a mediodía)
- A betegek egészsége (La salud de los enfermos)
- Az érem két oldala (Las caras de la medalla)
- A mennyország kapuja (Las puertas del cielo)
- Itt, de hol és hogyan (Ahí pero dónde, cómo)
- Nagyítás (Las babas del diablo)
- Az üldöző (El perseguidor)

## Magyarul
- Átjárók; ford. Barta Zsuzsa et al.; L'Harmattan, Bp., 2005 (Julio Cortázar-életműsorozat)